# Mandela Egbo
Mandela Chinweizu Egbo (* 17. August 1997 in London) ist ein englisch-nigerianischer Fußballspieler, der seit 2022 beim Drittligisten Charlton Athletic unter Vertrag steht.

## Karriere

### Im Verein
Egbo begann seine Laufbahn in der Jugend von Hackney Wick Football Club, einem Londoner Fußballverein. Über Afewee Urban FC landete er schließlich im Juniorenbereich von Crystal Palace. Vom englischen Premier-League-Klub wechselte er im Sommer 2015 nach Deutschland und spielt dann bis Ende 2017 ausschließlich in der U-23 von Borussia Mönchengladbach in der Regionalliga West.
Erstmals am 20. Spieltag der Saison 2017/18 stand er für die Begegnung bei Eintracht Frankfurt im Bundesligakader der Borussia und kam am 24. Februar 2018 zu seinem Debüt für die erste Mannschaft, als er im Auswärtsspiel bei Hannover 96 in der 80. Spielminute von Trainer Dieter Hecking für Denis Zakaria eingewechselt wurde. Der gebürtige Londoner war zu dem Zeitpunkt der zweite englische Spieler im Gladbacher Kader, neben dem von West Ham United ausgeliehenen Verteidiger Reece Oxford. In der Folgesaison kam er nur noch in der Regionalliga zum Einsatz, mit der zweiten Mannschaft der Borussia beendete er die Spielzeit auf Rang 4.
Zur Zweitligasaison 2019/20 verpflichtete ihn der SV Darmstadt 98, wo der Verteidiger einen bis 2022 gültigen Vertrag erhielt. Der Engländer stand in den ersten fünf Saisonspielen auf dem Feld und wurde danach nicht mehr berücksichtigt. Sein Debüt gab er am 28. Juli 2019 beim 1:1-Auwärtsspiel gegen den Hamburger SV, als er in der 68. Spielminute für Patrick Herrmann eingewechselt wurde.
Ende Januar 2020 wechselte Egbo in die Major League Soccer zu den New York Red Bulls. In der Saison 2020 spielte er ein Spiel für die zweite Mannschaft in der USL Championship und neun Ligaspiele (ein Tor) für die erste Mannschaft. Auch während der folgenden Spielzeit reichte es nur zu zwei Kurzeinsätzen bei den Profis und er stand fast nur bei des Reservemannschaft auf dem Feld. Anschließend wurde sein Vertrag nicht mehr verlängert und nach kurzer Vereinslosigkeit ging er im März 2022 zum englischen Viertligisten Swindon Town.

### In der Nationalmannschaft
Von 2012 bis 2014 absolvierte Egbo insgesamt 16 Partien für diverse englische Jugendnationalmannschaften, ein Treffer gelang ihm jedoch nicht dabei.